# Szuren Nalbandján
Szuren Nalbandján, örményül: Սուրեն Նալբանդյան (Geghard, 1956. június 3. –) olimpiai és Európa-bajnok szovjet válogatott örmény birkózó.

## Pályafutása
1964-ben családjával az oroszországi Asztrahánba költözött, ahol 1969-ben kezdett birkózni. Klubjai a VSZ Asztrahán és a VSZ Rosztov-na-Donu voltak. 1975-től volt a szovjet kötöttfogású válogatott tagja.
Az 1976-os Európa-bajnokságon pehelysúlyban bronzérmes lett, majd a montréali olimpián könnyűsúlyban aranyérmet nyert. 1977-ben a bursai Európa-bajnokságon újra pehelysúlyban indult és Európa-bajnok lett. Az 1980-as moszkvai olimpián könnyűsúlyban a negyedik helyen végzett és ezután visszavonult.
Világbajnokságon sohasem vett részt. A szovjet bajnokságban öt aranyérmet szerzett. Négyet könnyűsúlyban (1975, 1976, 1977, 1980), egyet pedig váltósúlyban (1979). Visszavonulása után birkózóedzőként dolgozott.

## Sikerei, díjai
- Olimpiai játékok – kötöttfogás, 68 kg
  - aranyérmes: 1976, Montréal
- Európa-bajnokság – kötöttfogás
  - aranyérmes: 1977 (68 kg)
  - bronzérmes: 1976 (62 kg)
- Szovjet bajnokság – kötöttfogás
  - bajnok (5): 1975, 1976, 1977, 1980 (68 kg), 1979 (74 kg)